# Zhang Leping
Dans ce nom chinois, le nom de famille, Zhang, précède le nom personnel.
Pour les articles homonymes, voir Zhang.
Zhang Leping (张乐平, Zhāng Lépíng), né le 10 novembre 1910 à Jiaxing dans la province de Zhejiang en Chine et décédé le 27 septembre 1992, est un auteur chinois de bande dessinée.
Il est le « père » du célèbre lianhuanhua chinois Sanmao. Il a publié de nombreuses caricatures politiques dans les journaux, notamment contre les pays impérialistes. Il habitait dans la ville de Fengjing dans le district de Jinshan à Shanghai, où l'on peut aujourd'hui visiter sa maison, voir son bureau et quelques-unes de ses caricatures politiques.